# Lancia
Pour les articles homonymes, voir Lancia (homonymie).
Lancia (prononcé : /ˈlantʃa/ en italien et prononcé en français : /lɑ̃sja/) est un constructeur automobile italien fondé à Turin en 1906. Il fait partie du groupe Stellantis depuis 2021 à la suite de la fusion de sa maison-mère Fiat Chrysler Automobiles avec le groupe PSA Peugeot-Citroën.
Lancia détient le record du plus grand nombre de victoires et de titres remportés en championnat du monde des rallyes, notamment grâce à la Fulvia coupé, à la Stratos, aux lignes en coin, et à la Delta Integrale, sacrée six fois consécutives, entre 1987 et 1992.

## Histoire

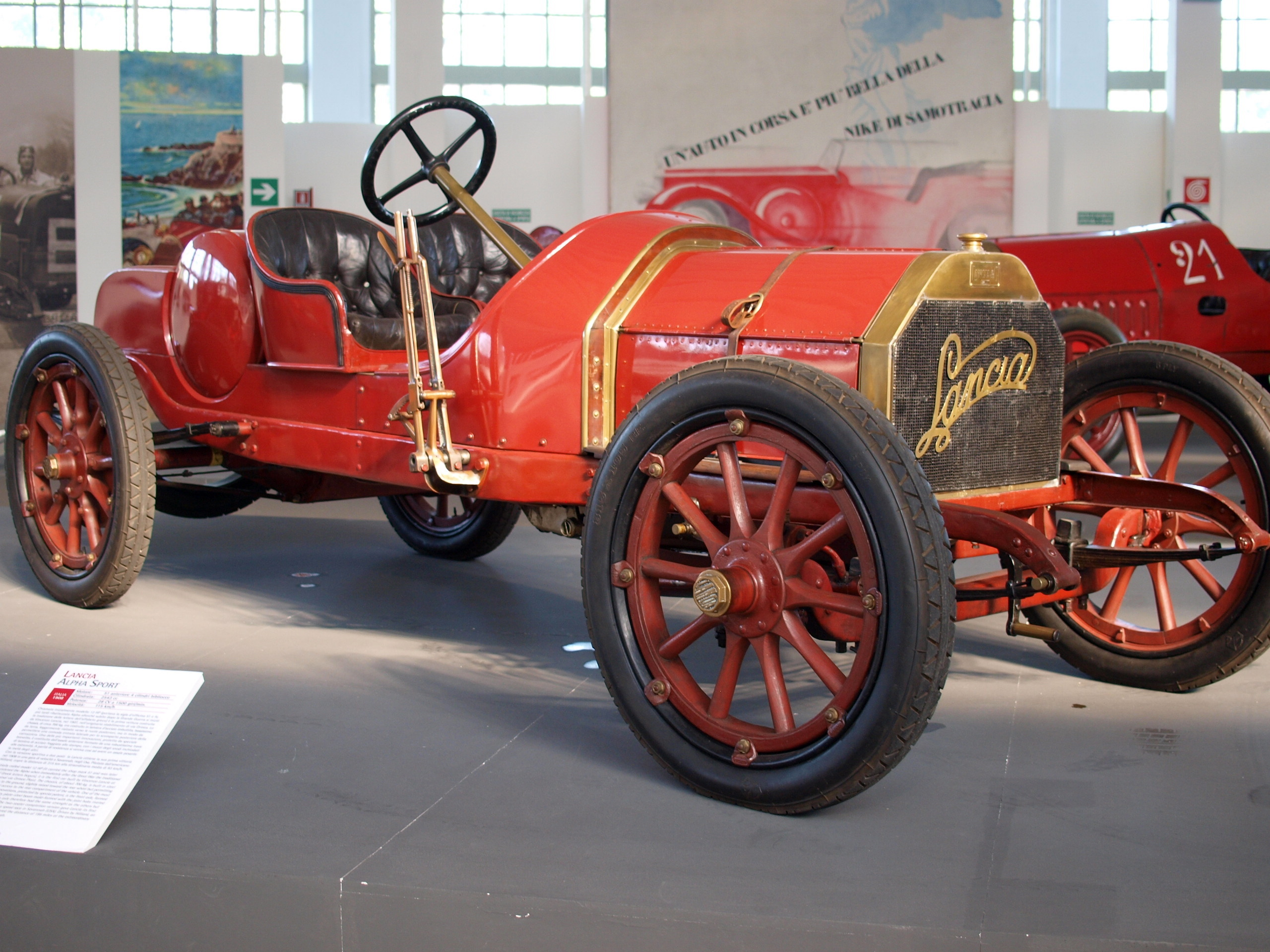
Lancia Alpha Sport de 1908.

En 1906, Vincenzo Lancia, Claudio Fogolin et Davide Aupicci fondent la Lancia & C. Fabbrica Automobili, le 27 novembre, à Turin, Italie. La nouvelle société loue les ateliers d'Itala, un ancien constructeur automobile turinois. En février 1907, un incendie se déclare dans l'atelier où tout le travail sur plans et le prototype de la première voiture partent en fumée. Ceci repousse au mois de septembre 1907 la présentation de ce prototype Lancia.
La fabrication ne débute réellement qu'en 1908, et le premier châssis 12HP est exposé au 8e Salon International de Turin, le 18 janvier. Le nom de code du véhicule est Tipo 51, mais il fut plus connu sous le label Alpha, première lettre de l'alphabet grec, habitude qui perdurera longtemps chez Vincenzo Lancia. Le premier commentaire sur cette nouvelle automobile vient de la revue anglaise Autocar, qui la juge « silencieuse, équipée d'un admirable moteur très souple, bien conçue et superbement bien finie ... ». 
En 1912, Lancia présente son premier camion militaire : le 1Z. Ce camion est immédiatement en dotation de l'Armée Italienne en Libye, aux côtés des fameux Fiat 15 et 18. L'activité de ce secteur ne s'interrompt qu'en 1975, avec l'intégration des fabrications Lancia V.I. dans IVECO.
Le 1er octobre 1931 se crée, à Paris, la société Lancia Automobiles, pour la fabrication des automobiles italiennes en France. Comme Fiat, qui l'a fait avant elle, avec la SAFAF, devenue Simca, Lancia est en effet frappée par les taxes de 150 % appliquées en France sur les importations étrangères de produits industriels. Plus de 3 000 Augusta (rebaptisées Belna) et 1 600 Aprilia sont construites dans l'usine Lancia de Bonneuil-sur-Marne.
Le 15 février 1937, Vincenzo Lancia meurt d'une crise cardiaque, à l'âge de 56 ans. Il n'assiste donc pas à la présentation de la dernière automobile qu'il a personnellement et minutieusement mise au point, et qui a un immense succès commercial : l'Aprilia. Son épouse et son fils, ingénieur, prennent la direction de la société.

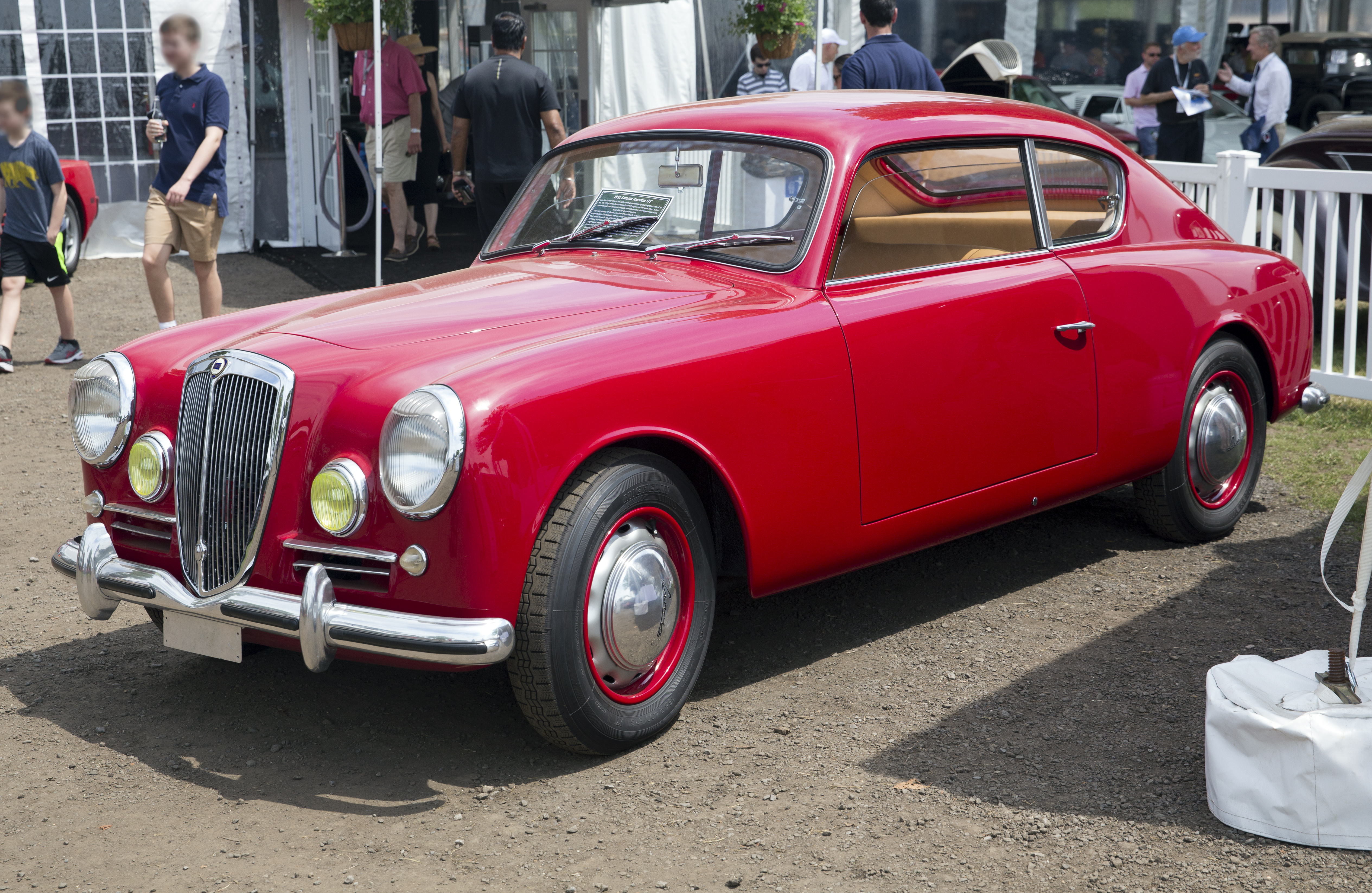
Lancia Aurelia GT de 1951.

En 1950, a lieu la présentation de l'Aurelia, première voiture dotée de suspensions à quatre roues indépendantes et d'un groupe boîte de vitesses-embrayage-différentiel à l'arrière. En 1955, le gratte-ciel abritant le nouveau siège de la société est inauguré. Il enjambe l'avenue Vincenzo Lancia. L'immeuble a été réalisé et co-financé par Carlo Pesenti, patron d'Italcementi. À la suite du décès d' Alberto Ascari, le département courses de Lancia est démantelé. Toutes les voitures sont cédées à Ferrari qui recevra pour cela une aide financière importante de Fiat pendant les cinq années suivantes. En 1956, la gestion de la société devient très délicate pour Mme Lancia et le groupe Italcementi, l'un des premiers fabricants de ciment au monde, rachète Lancia.
Gianni Lancia, ingénieur diplômé, fut président de Lancia de 1947 à 1955. En 1956, la famille Pesenti prend le contrôle, avec Carlo Pesenti à la tête de l'entreprise. 
En 1969, Lancia est intégré au groupe Fiat. En 1975, les camions Lancia V.I. sont intégrés dans la gamme Fiat V.I. - IVECO. La production des modèles typiquement Lancia est arrêtée, seuls restent en fabrication les modèles militaires ainsi que le nouveau PC 4x4 distribué sous les marques Fiat V.I., Lancia, OM et Unic.

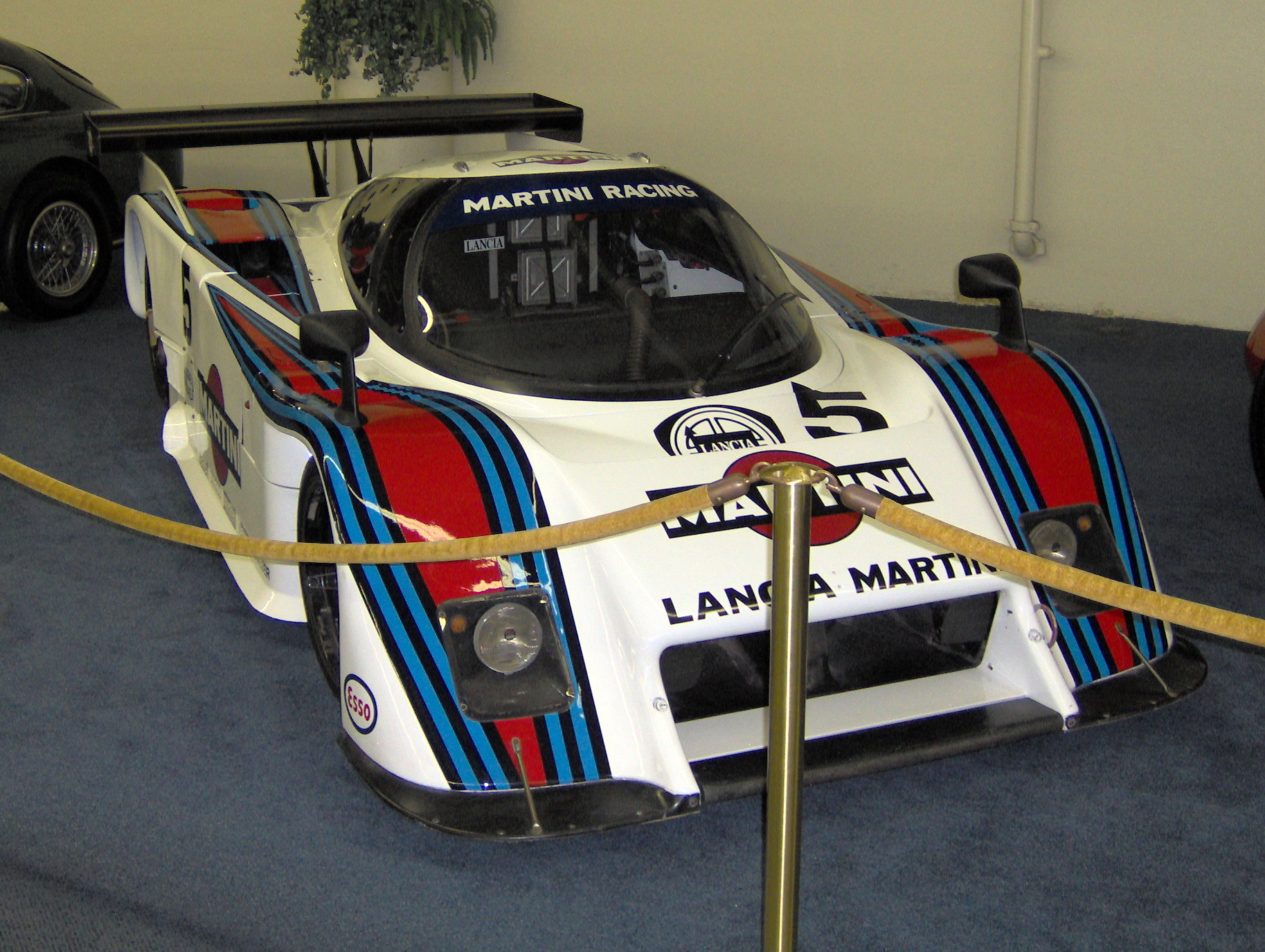
Lancia LC2 du milieu des années 1980.

En 1985, Lancia équipe sa voiture de rallye d'une double suralimentation : compresseur volumétrique plus turbocompresseur, sur la Delta S4. En 1986, la direction à contrôle électronique équipe la Thema 8.32.
Au sein de la galaxie Fiat, la division Lancia est, dans un premier temps, laissée indépendante. L'originalité de ses produits disparaît lentement, car l'objectif est la standardisation des fabrications au sein du groupe. Regroupée ensuite avec Alfa Romeo, Lancia retrouve un peu de sa splendeur d'antan et se voit confier le destin de la division Autobianchi. C'est à cette période que l'A 112 présente ses versions les plus luxueuses, puis apparait la Y, qui est baptisée Autobianchi sur le marché italien et à ses débuts sur le marché français. 
La grave crise financière qui secoue le géant Fiat en 2000, porte un coup terrible à Lancia, qui ne peut plus faire évoluer ses produits de gamme moyenne, la Lybra, au même titre qu'Alfa Romeo, avec la 156. Lancia est quasiment abandonnée à son sort pendant plusieurs années.
Cependant, depuis 2005, les nouveaux dirigeants de Fiat choisissent de relancer et de repositionner Lancia, ce qui est rendu possible par le spectaculaire redressement du groupe. L'orientation sportive, qui dure jusque dans les années 1990, est abandonnée pour se concentrer sur le confort et le luxe. Cette politique passe d'abord par le développement de la Musa, version plus luxueuse et plus féminine de la Fiat Idea, qui dépasse, en termes de ventes, le modèle sur lequel elle est basée, puis par la réintroduction d'une gamme moyenne, indispensable à la survie de la marque, sous la forme de la nouvelle Delta. La crise financière de 2008 pose néanmoins un problème dans cette stratégie de relance en atténuant nettement le succès et empêche, par exemple, la réapparition programmée de la marque sur les marchés à conduite à droite, et retarde le développement de nouveautés.

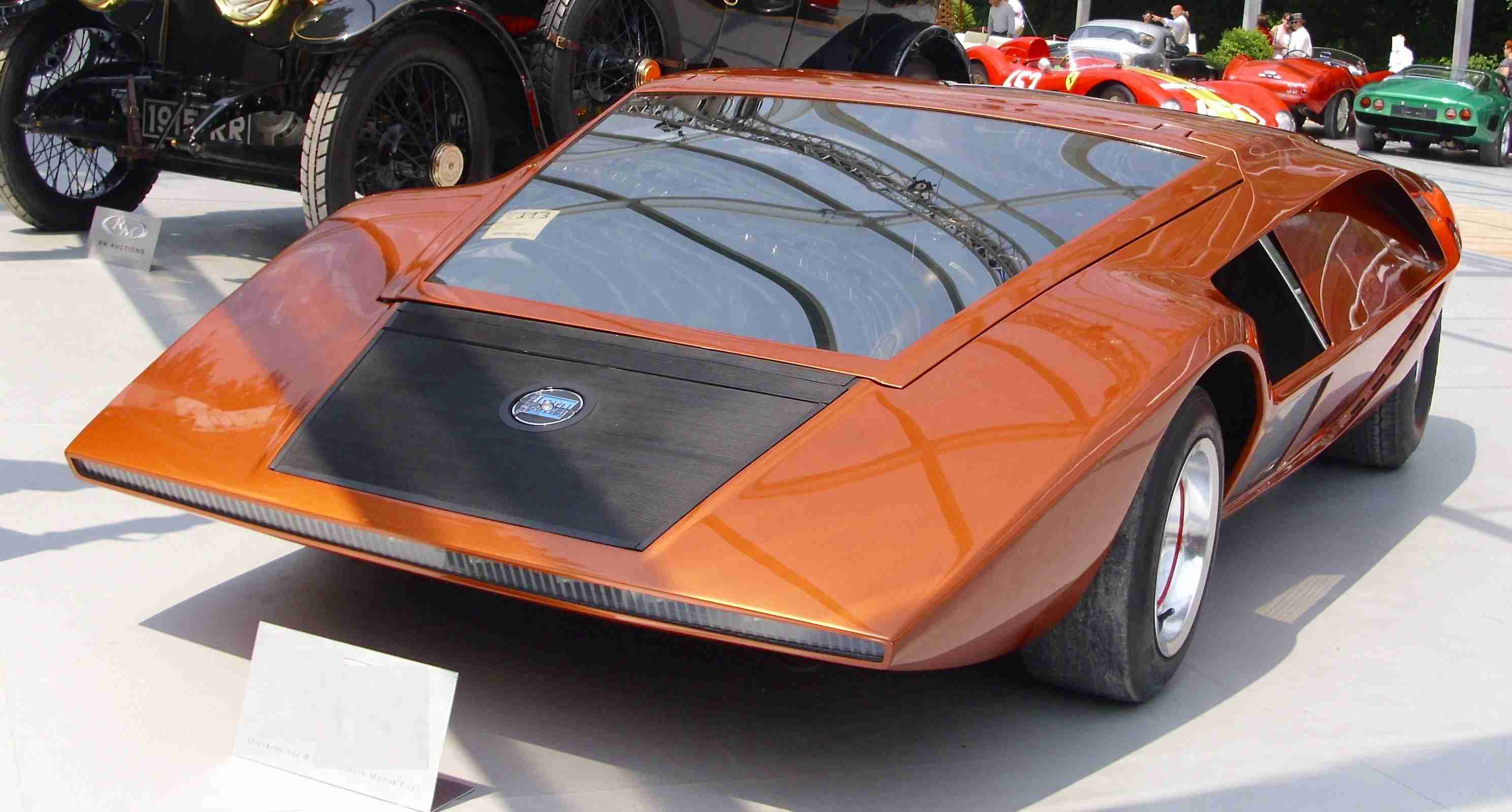
Lancia Stratos Zero, 1970.

Par ailleurs, Lancia réfléchit à un retour possible dans la catégorie des voitures sportives, avec remise au goût du jour d'un de ses modèles légendaires : la Stratos. À la suite du rachat du groupe américain Chrysler, en novembre 2010, le Groupe Fiat décide de faire disparaître la marque Chrysler du marché européen (sauf en Grande-Bretagne où c'est la marque Lancia qui disparaît au profit de Chrysler, qui disparaît à son tour en 2017) en « rebadgeant » les modèles américains Chrysler en Lancia (par exemple, le Chrysler Grand Voyager remplace le Phedra).
Au salon de Genève, en mars 2014, seule la Lancia Ypsilon est présentée. Tout le reste de la gamme est absent. De plus, le PDG du groupe Fiat Chrysler Automobiles Sergio Marchionne a déclaré que la marque Lancia ne produira plus pour l'instant qu'un seul modèle : l'Ypsilon.  
Depuis 2017, la marque se recentre sur le marché italien et abandonne progressivement les autres marchés,,. Le groupe Stellantis, propriétaire de la marque, annonce sa renaissance en 2021 et dévoile quelques informations sur la future gamme. Celle-ci comptera trois modèles. Une nouvelle Ypsilon annoncée pour 2024 lance le renouveau de la marque. En 2025, un SUV suit et ressuscite l’appellation Gamma. Puis en 2028, c’est une berline compacte nommée Delta qui verra le jour. 

### Chronologie des inventions techniques
- 1907 : essieu avant tubulaire de l'Alpha 12 HP (gain de poids).
- 1913 : système électrique de la Theta (évite les retours de manivelle au démarrage).
- 1922 : coque auto-portante, tunnel de transmission, suspension avant à roues semi-indépendantes, sur la Lambda.
- 1923 : moteur intégralement en aluminium (V4 et pistons), sur la Tipo 67.
- 1931 : montage élastique du moteur sur l'Astura.
- 1933 : carrosserie monocoque sur l'Augusta.
- 1918 : moteurs en V étroit, dotés d'angles variables entre les rangées de cylindres, utilisés sans interruption entre 1918 et 1976.
- 1937 : suspension à roues indépendantes, sur les 4 roues, sur l'Aprilia.
- Commande de freins hydraulique.
- 1939 : boîte à 5 rapports, installation électrique 12V, sur l'Ardea.
- 1954 : V6 en série, sur l'Aurelia.
- 1985 : double suralimentation : compresseur volumétrique plus turbocompresseur, sur la Delta S4.
- 1986 : direction à contrôle électronique, sur la Thema 8.32.

## Modèles automobiles

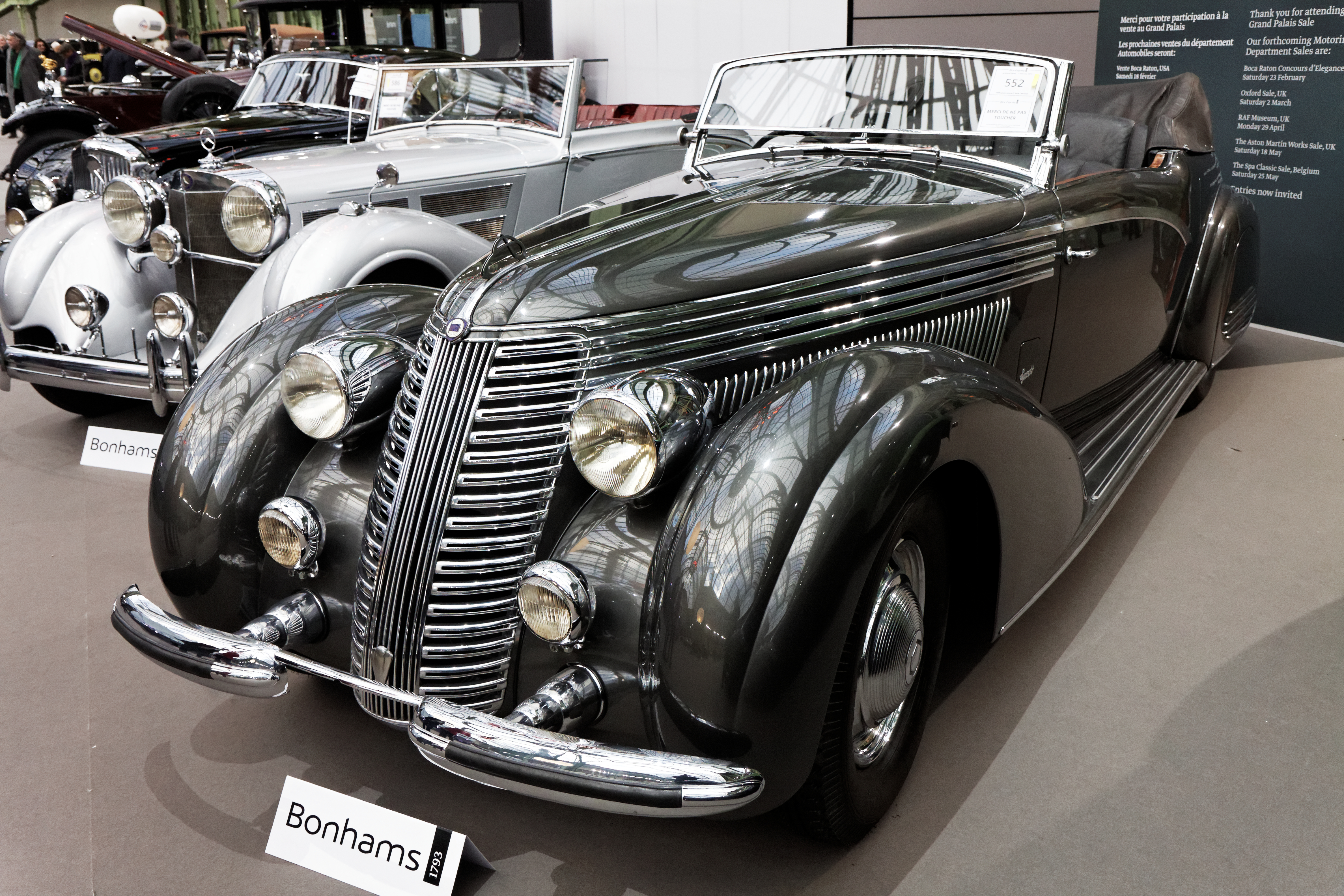
Lancia Astura Pininfarina.

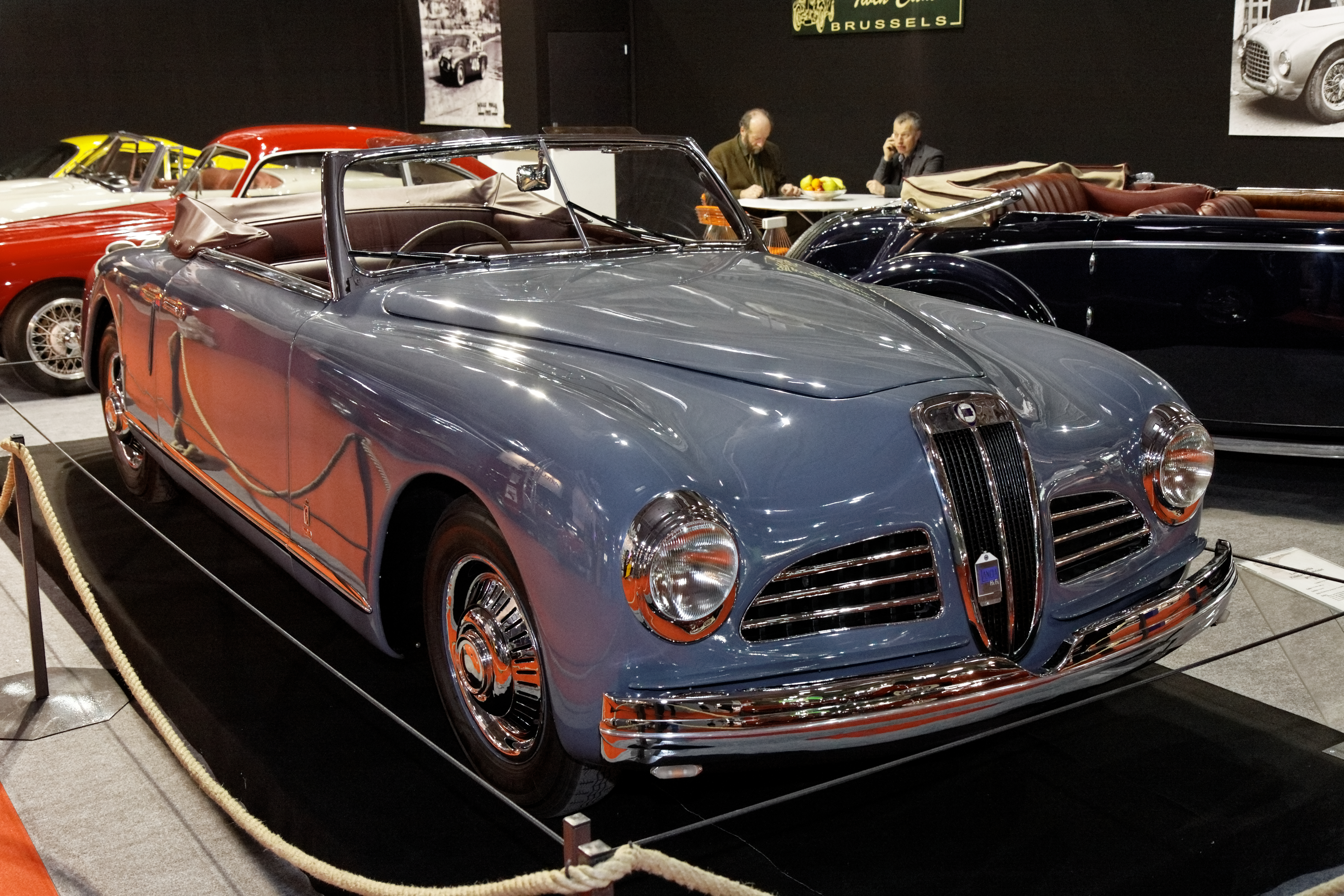
Lancia Aprilia Cabriolet.

### Identité visuelle (logo)

Logo de 1907 à 1911.
Logo de 1911 à 1929.
Logo de 1929 à 1957.
Logo de 1957 à 1974.
Logo de 1974 à 2007.
Logo de 2007 à 2022.
Logo depuis 2022.

## Modèles automobiles[12]

### Années 1906 - 1970
- Alfa 12 HP (1907-1909) : 108 exemplaires.

- DiAlfa 18 HP (1908) : 23 exemplaires.
- Beta 15/20 HP (1909) : 150 exemplaires.
- Gamma 20 HP (1910) : 258 exemplaires.
- Delta 20/30 HP (1911) : 303 exemplaires.
- Didelta (1911) : 3 exemplaires de course.
- Epsilon 20/30 HP (1911-1913) : 351 exemplaires.

- Eta 20/30 HP (1911-1914) : 582 exemplaires.

- Zeta 15 HP (1912-1916) : 34 exemplaires.
- Theta 35 HP (1913-1918) : 1 696 exemplaires.

- Kappa 35 HP (1919-1922) : 1 810 exemplaires.

- Dikappa 35 HP (1921-1922) : 160 exemplaires.
- Trikappa 35 HP (1922-1925) : 847 exemplaires.
- Lambda (1922-1931) : 13 003 exemplaires.
- Dilambda (1928-1935) : 1 685 exemplaires.

- Artena (1931-1943) : 10 636 exemplaires.

- Astura (1931-1939) : 2 954 exemplaires.
- Augusta (1933-1937) : 17 217 exemplaires + 3 000 construites en France entre 1934 et 1936.
- Aprilia (1936-1949) : 27 988 exemplaires. + 1 620 construites en France en 1937 et 1938.
- Ardea (1939-1953) : 31 962 exemplaires.

- Aurelia (1950-1958) : 18 419 exemplaires.
- Appia (1953-1963) : 109 438 exemplaires.

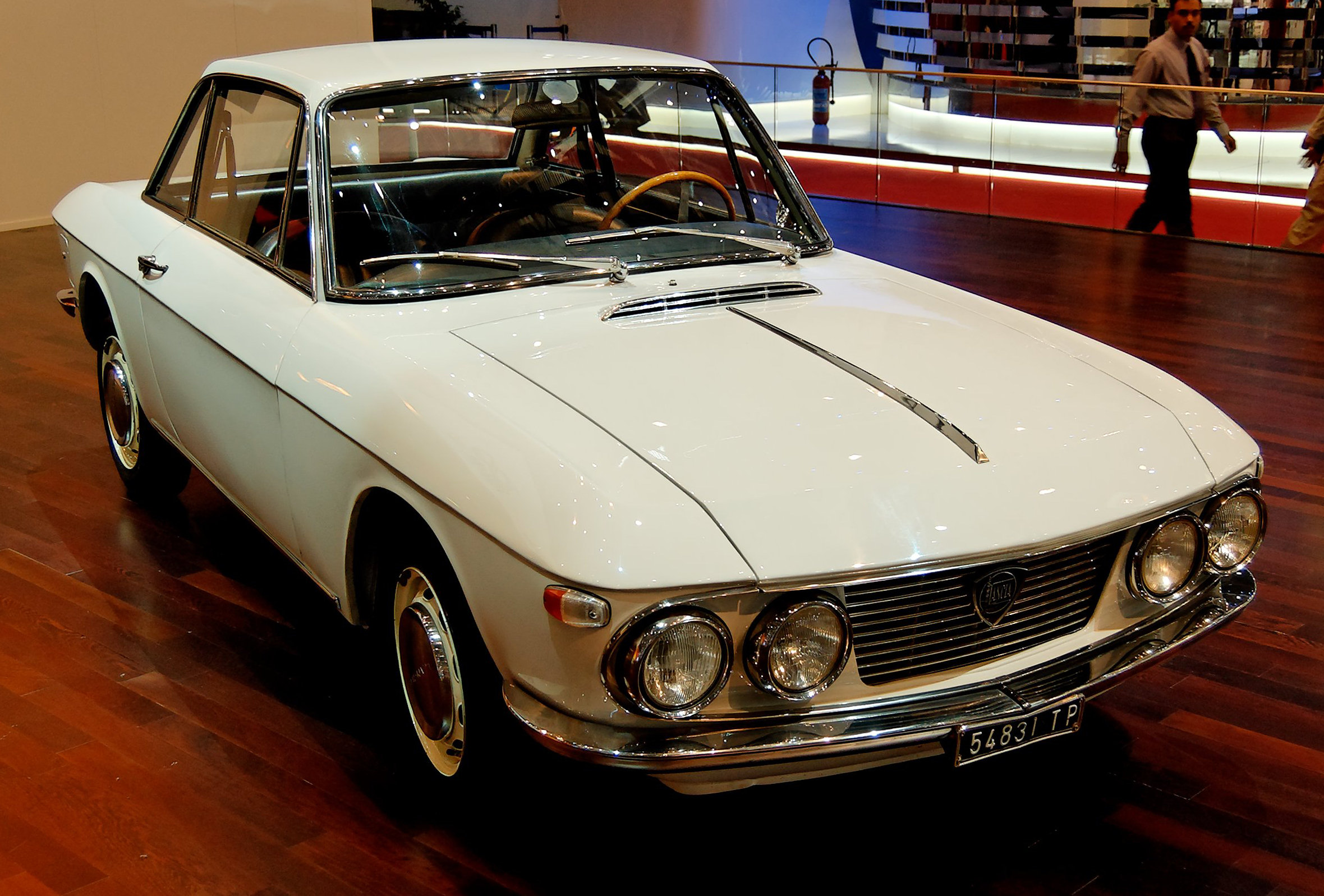
Lancia Fulvia, 1967.

- Florida I et II (1955-1957) : 5 exemplaires (4 en 1955 et 1 en 1957)
- Flaminia (1957-1970) : 12 641 exemplaires.
- Flavia (1960-1974) : 102 732 exemplaires.
- Fulvia (1963-1976) : 338 996 exemplaires.
- Flavia 2000 (1969-1974) : 17 066 exemplaires.

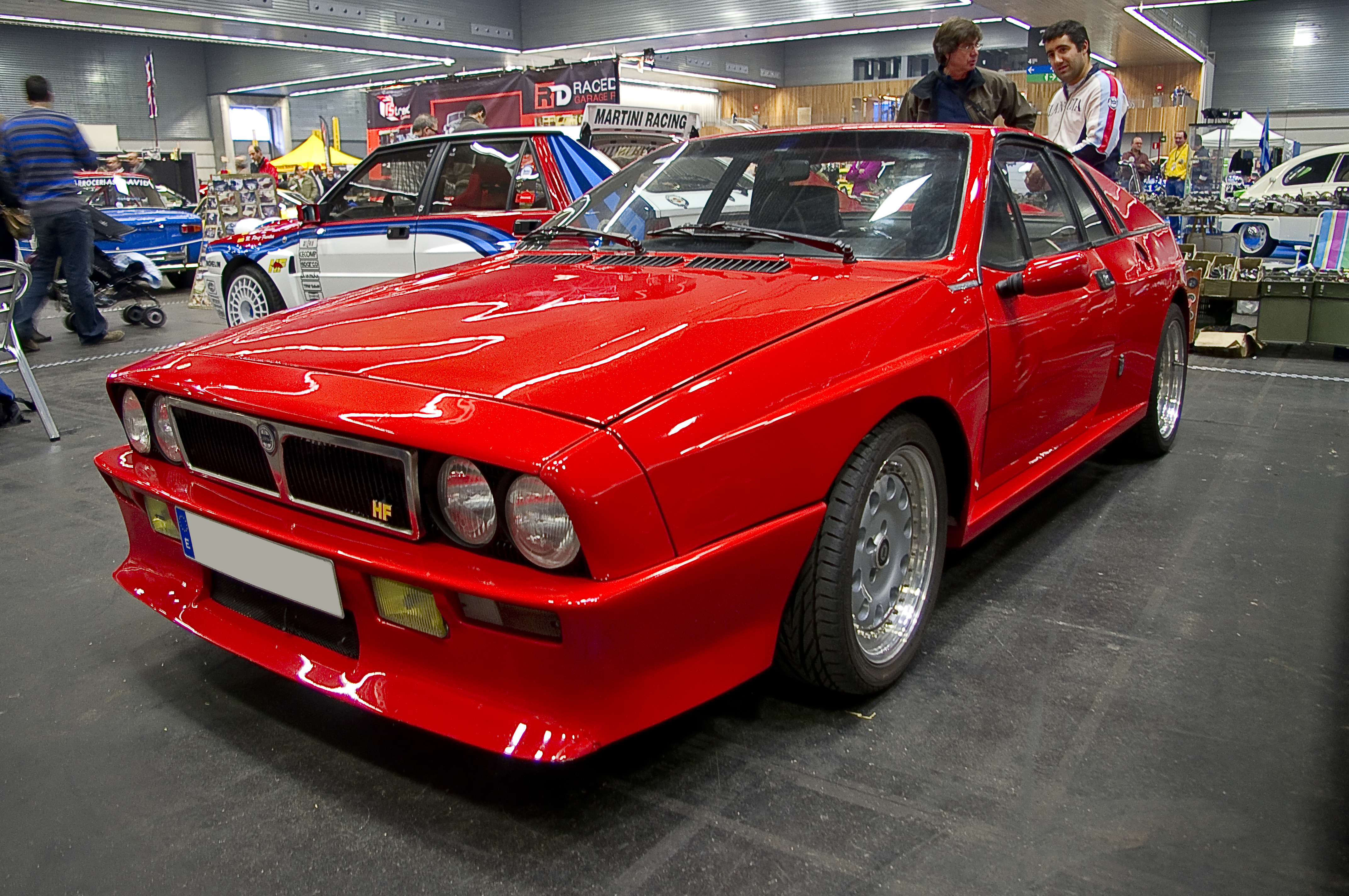
Lancia Beta Montecarlo coupé.

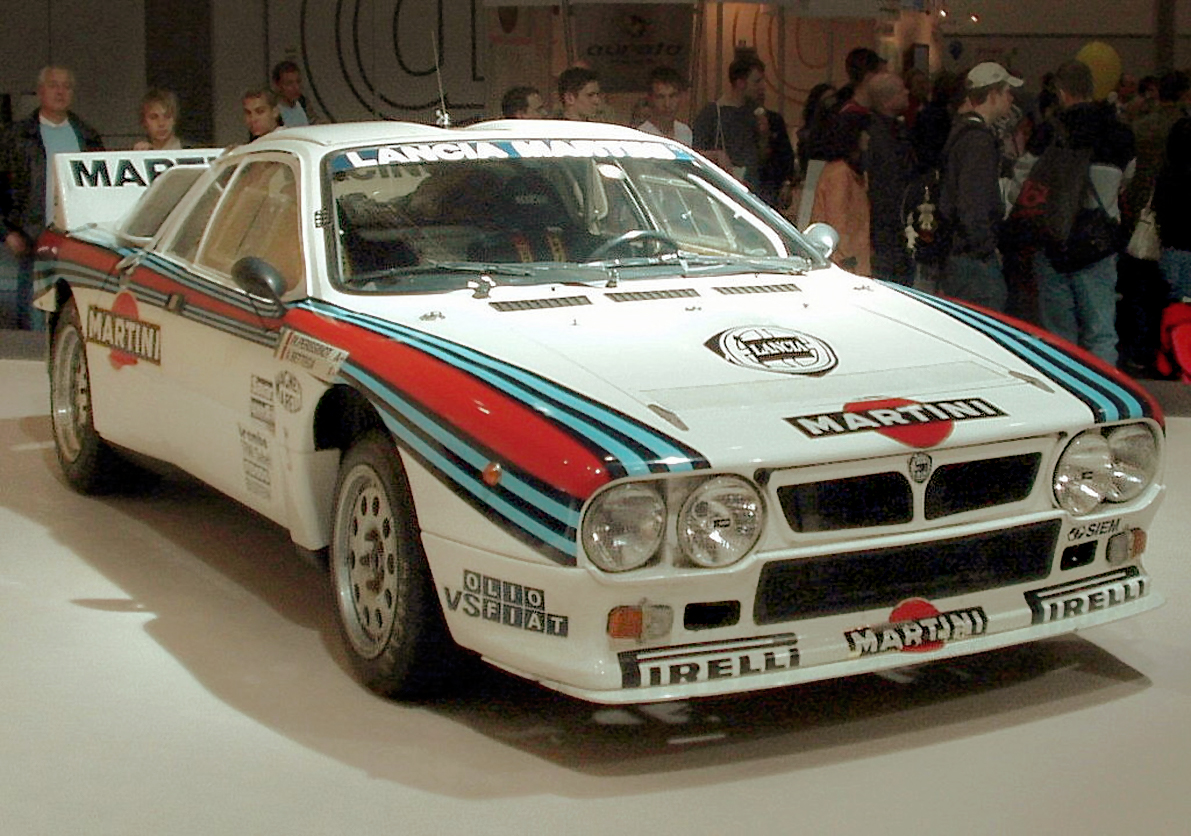
Lancia 037.

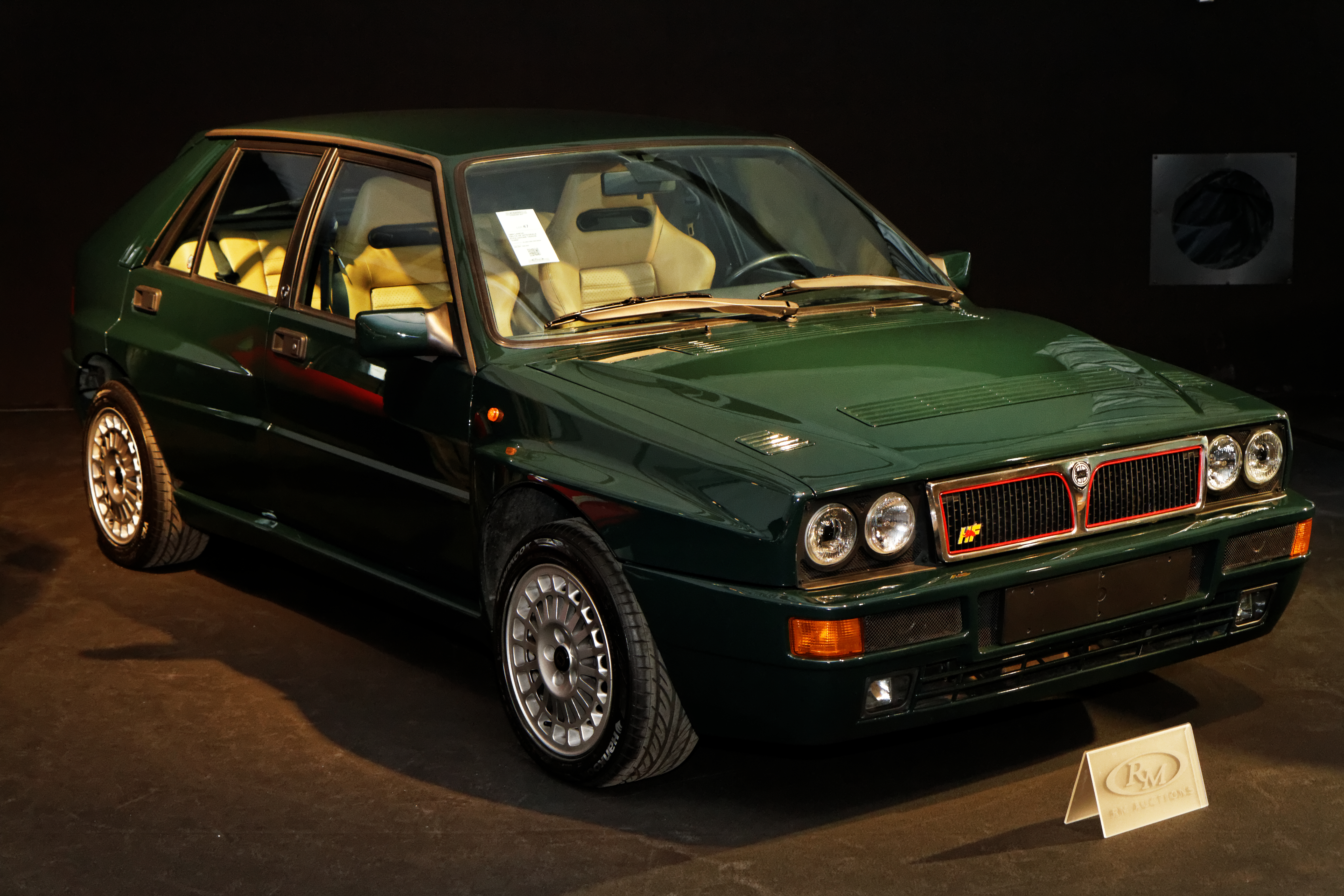
Lancia Delta HF Integrale.

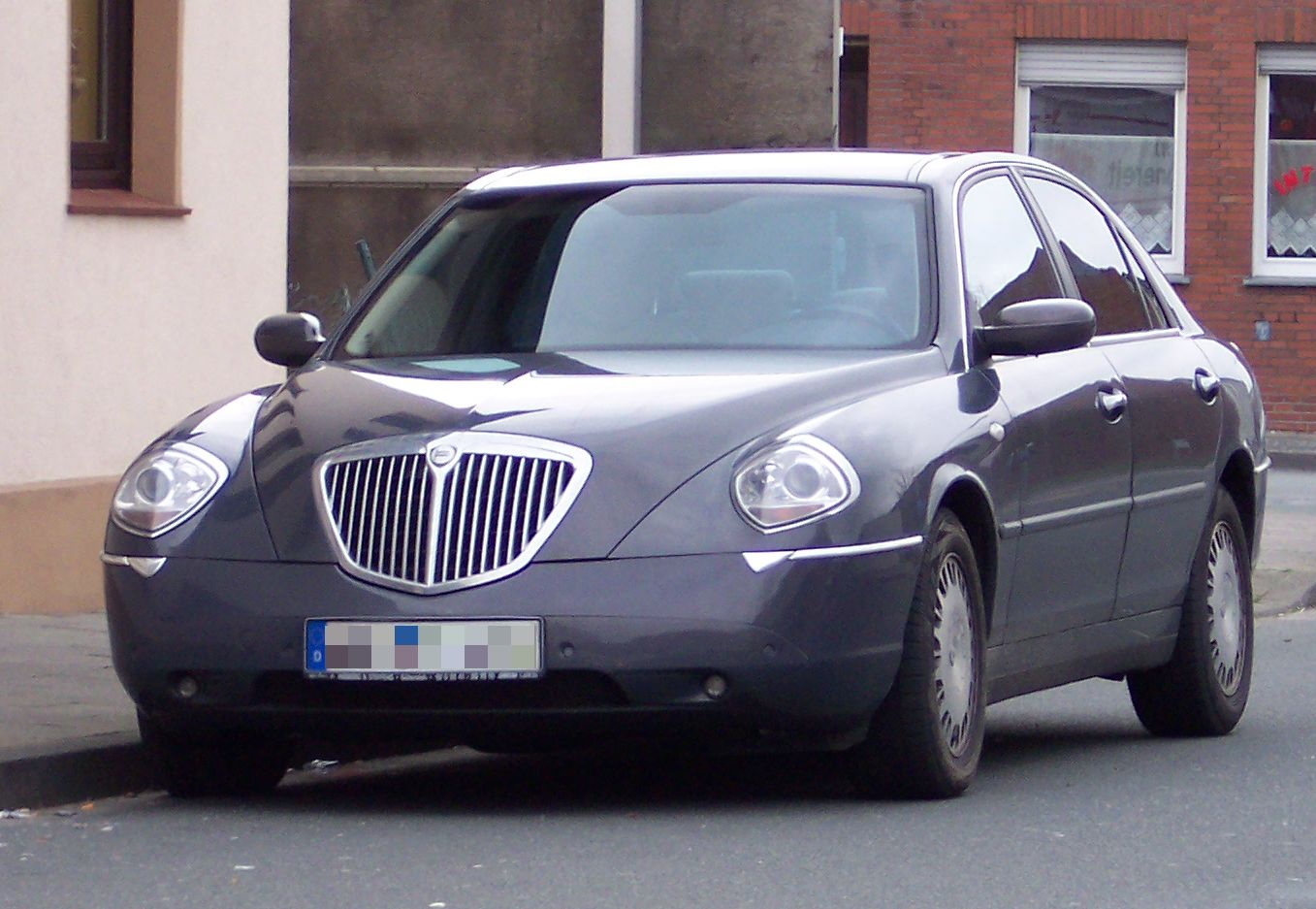
Lancia Thesis.

### Sous l'ère FIAT
- Lancia-Autobianchi, A 112 (1969-1986) : 1 311 322 exemplaires.
- Beta (β) (1972-1984) : 366 020 exemplaires.
- Stratos (1973-1975) : 495 exemplaires. Voiture de rallye, ainsi que quelques Stradale.
- Monte-Carlo (1974-1981) : 7 595 exemplaires.
- Rally 037 (1982-1985) : 262 exemplaires. Voiture de rallye, ainsi que quelques Stradale.
- Delta S4 (1985-1986) :  Voiture de rallye ainsi que quelques Stradale
- Gamma (γ) (1976-1984) : 22 076 exemplaires.
- Delta 1 (δ) (1979-1995) : 483 162 exemplaires.
- Trevi (1980-1984) : 40 628 exemplaires.

- Prisma (1982-1989) : 386 697 exemplaires.

- Thema (1984-1994) : 357 572 exemplaires.
- Y10 (en Italie sous la marque Autobianchi) (1985-1996) : 1 133 774 exemplaires.
- Dedra (1989-1999) : 418 084 exemplaires.
- Delta 2 (1993-2000) : 138 980 exemplaires.
- Kappa (κ) (1994-2001) : 117 216 exemplaires.
- Zeta (1994-2002) : 22 014 exemplaires.
- Y (1995-2003) : 802 605 exemplaires.
- Lybra (1999-2005) : 181 307 exemplaires.
- Thesis (2002-2008).
- Phedra (2002 - 2010)
- Ypsilon I (2003 - 2011)
- Musa (2004-2012).
- Delta 3 (2008-2014).
- Flavia ou Chrysler 200 (2012-2013).
- Thema 2 ou Chrysler 300C (2011 - 2014).
- Voyager (2011 - 2015).
- Ypsilon II (2011 - 2025).

### Modèle actuel

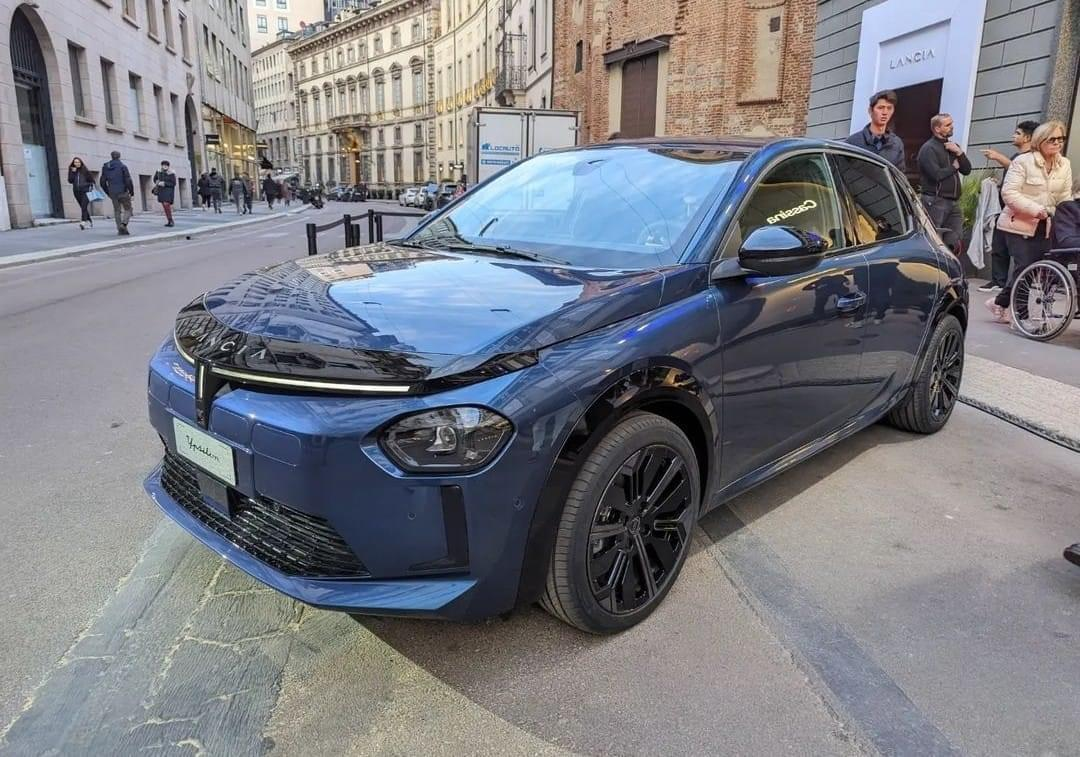
Lancia Ypsilon (2024) BEV

- Lancia Ypsilon III (Depuis 2024)
- Lancia Gamma II (Depuis 2026)

### Concept car
- Lancia Dialogos (1999)
- Lancia Nea (2000)
- Lancia Stilnovo (2002)
- Lancia Fulvia (2003)
- Lancia Pu+Ra HPE (2023)[13]

## Les véhicules utilitaires Lancia
- Ardea (1939-1953) : 8 730 exemplaires.
- Appia (1954-1959) : 3 863 exemplaires.
- Jolly (1959-1963) : 3 011 exemplaires.
- SuperJolly (1963-1969) : 2 947 exemplaires.

## Les camions et autobus Lancia
- 1Z (1912-1916) : 91 exemplaires.
- Jota : 2 131 exemplaires.
- Dijota (1915-1920) : 170 exemplaires.
- Trijota - Tetrajota (1921) : 673 exemplaires.
- Pentajota (1924) : 2 191 exemplaires.
- Esajota - Eptajota (1927) : 1 998 exemplaires.
- Omicron (1927-1936) : 601 exemplaires. C'est le premier autocar à structure portante. Réputation de bus indestructible. Très longtemps, ces autocars Lancia furent utilisés sur la liaison entre le Soudan et l'Algérie, à travers le Sahara, ils ont tous dépassé les deux millions de kilomètres.
- Ro (1932) : 1 319 exemplaires.
- Ro-Ro (1935) : 301 versions civiles et 3 746 versions militaires.
- 3Ro (1938) : 15 222 exemplaires.
- EsaRo (1941) : 2 021 exemplaires.
- E290 camion électrique : 62 exemplaires.
- 6Ro (1947-1953).
- Esatau (1950-1968) : 13 362 exemplaires.
- Beta (1950-1960) : 7 734 exemplaires.
- Esadelta (1959-1975) : 7 053 exemplaires.
- Esagamma (1968-1975) : 6 648 exemplaires. Ce géant de la route a également été fabriqué en Libye.

## Annexe